# Heteropriacanthus cruentatus
Heteropriacanthus cruentatus (Lacépède, 1801) è un pesce osseo marino appartenente alla famiglia Priacanthidae. È l'unica specie appartenente al genere Heteropriacanthus.

## Distribuzione e habitat
H. cruentatus ha distribuzione circumtropicale, ovvero è presente in tutti i  mari e gli oceani tropicali e subtropicali, sebbene con ampie lacune. É molto più comune lungo le coste delle isole che lungo quelle continentali. Appare molto comune nella regione caraibica e lungo le coste dell'oceano Atlantico occidentale tropicale e subtropicale e nelle isole centro atlantiche da Madera a Sant'Elena mentre manca completamente dalle coste europee e africane occidentali compreso il mar Mediterraneo. È ampiamente distribuito nell'Indo-Pacifico ma non nei bacini marginali come il mar Rosso, nel Pacifico orientale lungo le coste americane non è comune ed è segnalato solo per la Bassa California e le Galápagos. 
Si tratta di una specie legata all'ambiente di barriera corallina, pur non essendone esclusivo e potendosi trovare anche su fondi rocciosi; si incontra anche in zone ciottolose.
La distribuzione batimetrica va da 3 a 300 metri ma solitamente vive fra 3 e 35 metri, talvolta anche a profondità inferiori a 3 metri.

## Descrizione
Il corpo è alto e compresso lateralmente, ma più slanciato che nei membri del genere Priacanthus; l'occhio è rotondo e molto grande, la bocca abbastanza ampia e leggermente obliqua. Il colore è variabile, spesso completamente rosso, a volte argenteo-roseo e altre volte rosso con bande e vermicolature sinuose di colore argenteo. L'occhio è rosso. Le pinne pari hanno macchiette scure disposte in file, di solito poco distinte. .
Misura fino a 50,7 cm, mediamente misura attorno ai 20 cm. Il peso massimo noto è di 2,7 kg.

## Biologia

### Comportamento
È un animale notturno che passa le ore del giorno nascosto negli anfratti, di solito da solo, mentre di notte si riunisce in banchi anche numerosi. É in grado di emettere suoni.

### Alimentazione
Predatore. Si nutre di piccoli pesci, polpi, vermi marini e  crostacei (granchi, gamberi, stomatopodi, isopodi e stadi larvali).

### Riproduzione
I giovanili fanno vita pelagica.

### Predatori
La letteratura scientifica riporta casi di predazione da parte del tonno pinna gialla, della lampuga e di Epinephelus striatus tra i pesci mentre tra gli uccelli dalla sterna stolida e dalla sterna fosca.

## Pesca
La sua pesca è occasionale e di scarsa importanza economica e soprattutto artigianale per il consumo locale. Il suo consumo ha provocato avvelenamenti da ciguatera.

## Acquariofilia
Viene talvolta allevato negli acquari.

## Conservazione
H cruentatus ha un areale vastissimo ed è comune o abbondante in molte aree. La pesca è scarsamente praticata e solo in Colombia e Giamaica alcune popolazioni sono in lieve regresso per fenomeni di sovrapesca. La Lista rossa IUCN classifica questa specie come "a rischio minimo"..